# NGC 3236
NGC 3236 is een elliptisch sterrenstelsel in het sterrenbeeld Grote Beer. Het hemelobject werd op 25 maart 1832 ontdekt door de Engelse astronoom John Herschel.

## Synoniemen
- MCG 10-15-81
- ZWG 290,40
- NPM1G 61,0079
- PGC 30711